# UTVA 213
Утва213 (UTVA 213) — Югославский учебный самолёт. Летательный аппарат имеет деревянную конструкцию с убирающимся шасси и закрытой кабиной. Данный самолёт разработан и произведён на авиационном заводе Утва в Панчево (ныне Сербия). Сразу после Второй мировой войны на основе объявленного в 1946 году конкурса были подготовлены проекты (с номерами 212 и 213) учебно-тренировочного самолёта для переучивания пилотов. Оба образца имеют двигатель Ranger SVG-770C-B1 330 кВт (450 л. с.). Первый полёт опытного образца 212 и 213 был выполнен в 1948 году, после прошедшей на авиационном заводе в Панчево с 1950 по 1955 годы серии испытаний. Выпущено в общей сложности 196 самолётов Утва 213 и 60 копий Утва 212. Преемником модели стал самолёт Soko 522.

## Разработка
Конструкторская группа под руководством инженеров Ивана Шоштарича (серб. Иван Шоштарић), Стева Чурича (серб. Стев Ћурић), Станко Маринковича (серб. Станко Маринковић) и Мирко Дабиновича (серб. Мирком Дабиновић), присоединилась к разработке проекта самолёта модели 213. Конструкторы использовали поршневой двигатель Ranger с двухступенчатым нагнетателем, развивающий мощность 382 кВт (520 л. с.). Малая фронтальная проекция двигателя позволила создать корпус с небольшим лобовым сопротивлением. При выборе материалов для строительства авиационных конструкций, конструкторы выбрали дерево из-за малого выпуска в стране алюминия. Этот выбор являлся практичным и доступным с точки зрения массового производства, но его недостатком был быстрый износ самолётов (быстрое ухудшение структуры древесины). Конструкция корпуса — полумонокок, с усилением корпуса деревянными шпангоутами.

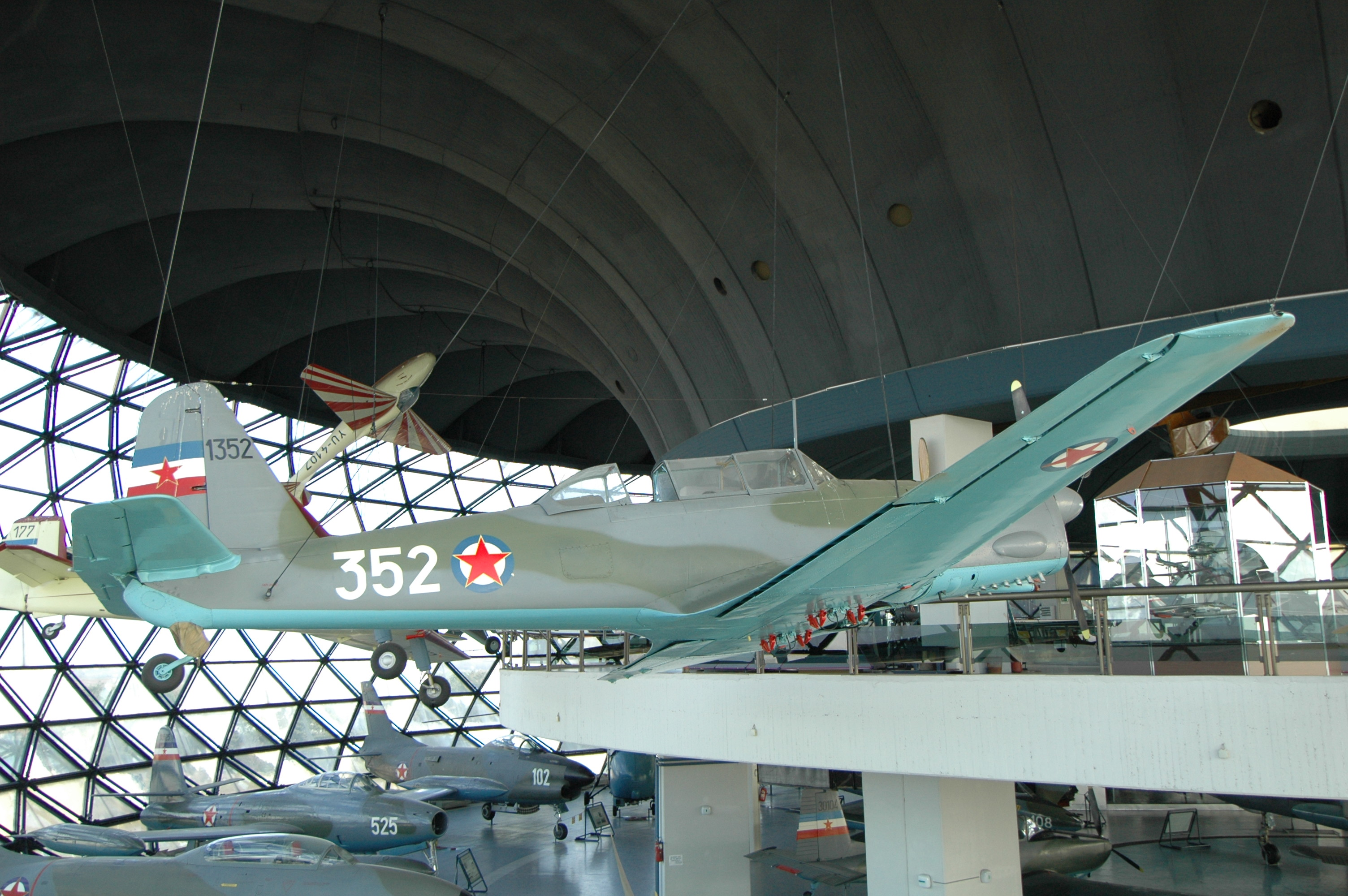
Утва 213

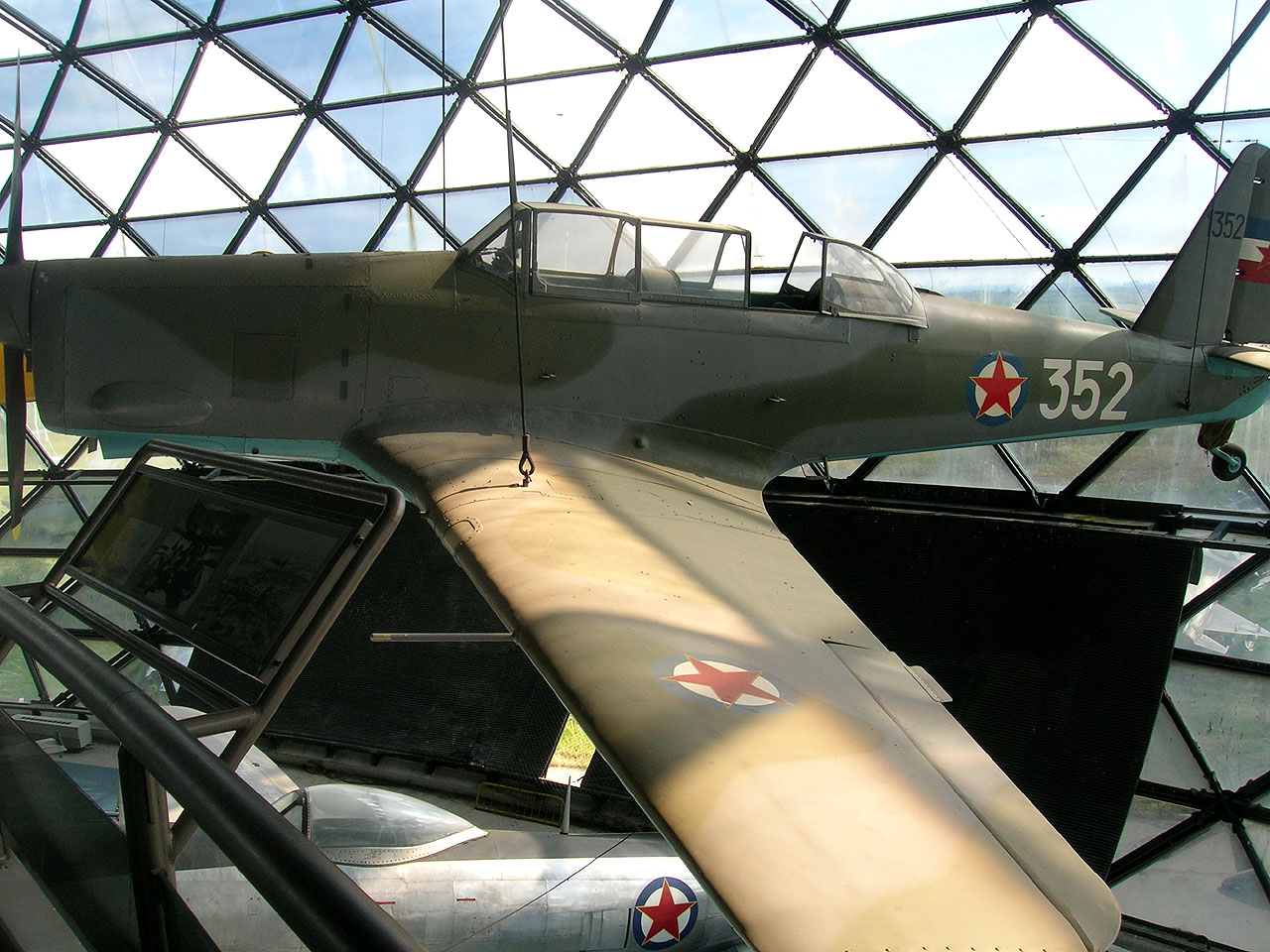
Крупный план

Первый прототип был разработан с шасси, похожим на компоновку шасси советского самолёта Ил-2. После первого полёта решено было разработать прототип с нормальной подачей основных стоек шасси. Прототип 2 был протестирован на земле и в полёте в Центре воздухоплавания. Все лётные характеристики соответствовали нормам спецификации USAF spec. No-1815-B ВВС США. После полёта характеристики не отставали от американского самолёта Harward.
В 1957 году усовершенствованный вариант с радиальным двигателем был введён в эксплуатацию в качестве типа 522.

## Выпуск
В авиационном заводе Утва с 1951 по 1955 г. было произведено 196 экземпляров модели Утва 213. Эти экземпляры были очень высокого качества, благодаря передаче знаний и опыта немецких инженеров, бывших военнопленных.

## Лётно-технические характеристики
Источник данных: 

Технические характеристики
- Экипаж: 2 чел.
- Длина: 9,32 м
- Размах крыла: 11 м
- Высота: 3,58 м
- Площадь крыла: 21,9 м²
- Масса пустого: 1825 кг
- Максимальная взлётная масса: 2400 кг
- Силовая установка: 1 × ПД Ranger SVG-770-CB1
- Мощность двигателей: 1 × 520 л. с. (1 × 382 кВт)

Лётные характеристики
- Максимальная скорость: 287 км/ч
- Крейсерская скорость: 242 км/ч
- Практическая дальность: 920 км
- Практический потолок: 7000 м

Вооружение
- Стрелково-пушечное: 2 пулемёта 7,92 мм MG-15
- Боевая нагрузка: 100 кг
- Бомбы: 4 бомбы по 25 кг или 2 бомбы по 50 кг или ПУ НУР